# In the Chamber with Linkin Park
In the Chamber With Linkin Park – album zespołu String Quartet Tribute, jest on tribute albumem zespołu numetalowego Linkin Park w wykonaniu kwartetu smyczkowego, wiolonczeli i innych klasycznych instrumentów.

## Lista utworów
1. „One Step Closer” – 2.36
2. „Crawling” – 3.36
3. „In the End” – 3.35
4. „Pushing Me Away” – 3.08
5. „Runaway” – 3.05
6. „Points of Authority” – 3.24
7. „Cure for the Itch” – 2.36
8. „Somewhere I Belong” – 3.38
9. „By Myself” – 3.24
10. „Can’t Stop What I’m Hearing Within (Original Composition)”